# Diskografija Britney Spears
Diskografija Britney Spears američke pop pjevačice, obuhvaća šest studijska albuma, 33 singlova, jedan EP te tri kompilacijska albuma.
1997. godine je potpisala ugovor s Jive Recordsom i objavila svoj debitantski album ...Baby One More Time u siječnju 1999. godine. Album je debitirao na prvoj poziciji ljestvice Billboard te je dobio višetruku platinastu certifikaciju od Recording Industry Association of America (RIAA) i trostruku platinastu certifikaciju od British Phonographic Industry. S albuma je objavljen hit singl "...Baby One More Time" koji se plasirao na prvoj poticiji u SAD-u i Ujedinjenom Kraljevstvu, gdje je i jedan od najprodavanijih singlova. Ostali singlova s albuma su "Sometimes", "(You Drive Me) Crazy", "Born to Make You Happy" i "From the Bottom of My Broken Heart".
Šestnaest mjeseci nakon objavljivanja od ...Baby One More Time, Spears je objavila svoj drugi studijski album Oops!... I Did It Again. Album je postao najbrže prodanim albumom ženske izvođačice u povijesti SAD-a, album je prodan u 1.3 milijuna primjeraka u prvom tjednu. OD RIAA-e je dobio deseterostruku platinastu certifikaciju u SAD-u te trostruku platinastu u Ujedinjenom Kraljevstvu. S albuma su objavljena tri hit singla; "Oops!... I Did It Again", "Lucky" i "Stronger".

## Albumi

#### Kompilacije
| Godina | Naslov                                          | Pozicija na top listi | Pozicija na top listi | Pozicija na top listi | Pozicija na top listi | Pozicija na top listi | Pozicija na top listi | Pozicija na top listi | Pozicija na top listi | Pozicija na top listi | Pozicija na top listi | Pozicija na top listi | Pušten u prodaju   | Primjeraka |
| Godina | Naslov                                          | SAD                   | KAN                   | UK                    | NJE                   | AUT                   | ŠVI                   | AUS                   | IRL                   | FRA                   | EU                    | SVI                   | Pušten u prodaju   | Globalno   |
| ------ | ----------------------------------------------- | --------------------- | --------------------- | --------------------- | --------------------- | --------------------- | --------------------- | --------------------- | --------------------- | --------------------- | --------------------- | --------------------- | ------------------ | ---------- |
| 1999.  | ...Baby One More Time - Prvi studijski album    | 1                     | 1                     | 2                     | 1                     | 2                     | 1                     | 2                     | 1                     | 4                     | 1                     | 1                     | 12. siječnja 1999  | 31.500.000 |
| 2000.  | Oops!... I Did It Again - Drugi studijski album | 1                     | 1                     | 2                     | 1                     | 1                     | 1                     | 2                     | 1                     | 1                     | 1                     | 1                     | 16. svibnja 2000   | 30.000.000 |
| 2001.  | Britney - Treći studijski album                 | 1                     | 1                     | 4                     | 1                     | 1                     | 1                     | 4                     | 8                     | 2                     | 1                     | 1                     | 06. studenog 2001  | 15.000.000 |
| 2003.  | In the Zone - Četvrti studijski album           | 1                     | 2                     | 13                    | 2                     | 10                    | 6                     | 10                    | 1                     | 1                     | 1                     | 1                     | 18. studenog 2003  | 10.000.000 |
| 2007.  | Blackout - Peti studijski album                 | 2                     | 1                     | 2                     | 10                    | 6                     | 4                     | 3                     | 1                     | 2                     | 1                     | 2                     | 26. listopada 2007 | 4.000.000+ |
| 2008.  | Circus - Šesti studijski album                  | 1                     | 1                     | 4                     | 9                     | 9                     | 1                     | 3                     | 2                     | 3                     | 1                     | 1                     | 02. prosinca 2008  | 5.500.000  |
| 2011.  | Femme Fatale - sedmi studijski album            | 1                     | 1                     | 8                     | 10                    | 10                    | 2                     | 1                     | 4                     | 4                     | 1                     | 1                     | 25.ožujaka 2011.   | 2,000,000  |
| 2013.  | Britney Jean - osmi studijski album             | 4                     | 7                     | 34                    | 20                    | 13                    | 9                     | 12                    | 15                    | 22                    | /                     | /                     | 29.studenog 2013   | 700,000    |
| 2016.  | Glory - deveti studijski album                  | 3                     | 4                     | 2                     | 3                     | 6                     | 4                     | 4                     | 1                     | 4                     | /                     | /                     | 26.kolovoza 2016   | 400,000    |

| Godina | Naslov                                             | Pozicija na top listama | Pozicija na top listama | Pozicija na top listama | Pozicija na top listama | Pozicija na top listama | Pozicija na top listama | Pozicija na top listama | Pozicija na top listama | Pozicija na top listama | Pozicija na top listama | Pozicija na top listama | Pušten u prodaju   | Primjeraka |
| Godina | Naslov                                             | SAD                     | KAN                     | UK                      | NJE                     | AUT                     | ŠVI                     | AUS                     | IRL                     | FRA                     | EU                      | SVI                     | Pušten u prodaju   | Globalno   |
| ------ | -------------------------------------------------- | ----------------------- | ----------------------- | ----------------------- | ----------------------- | ----------------------- | ----------------------- | ----------------------- | ----------------------- | ----------------------- | ----------------------- | ----------------------- | ------------------ | ---------- |
| 2004.  | Greatest Hits: My Prerogative - Prvi Best of album | 4                       | 3                       | 2                       | 4                       | 4                       | 6                       | 4                       | 1                       | 1                       | 1                       | 3                       | 09. studenog 2004. | 7.000.000  |
| 2005.  | B in the Mix: The Remixes - Remix album            | 134                     | —                       | 98                      | —                       | —                       | —                       | —                       | —                       | —                       | —                       | —                       | 22. studenog 2005. | 1,000.000  |

### Singlovi
| Godina | Naslov                                   | Pozicija na top listama | Pozicija na top listama | Pozicija na top listama | Pozicija na top listama | Pozicija na top listama | Pozicija na top listama | Pozicija na top listama | Pozicija na top listama | Pozicija na top listama | Pozicija na top listama | Pozicija na top listama | Pozicija na top listama | Album                         | Primjeraka |
| Godina | Naslov                                   | NJE                     | AUT                     | ŠVI                     | SAD                     | EU                      | UK                      | AUS                     | KAN                     | FRA                     | IRL                     | BRA                     | ŠVE                     | Album                         | Globalno   |
| ------ | ---------------------------------------- | ----------------------- | ----------------------- | ----------------------- | ----------------------- | ----------------------- | ----------------------- | ----------------------- | ----------------------- | ----------------------- | ----------------------- | ----------------------- | ----------------------- | ----------------------------- | ---------- |
| 1998.  | …Baby One More Time                      | 1                       | 1                       | 1                       | 1                       | 1                       | 1                       | 1                       | 1                       | 1                       | 1                       | 1                       | 1                       | ...Baby One More Time         | 9.145.000  |
| 1999.  | Sometimes                                | 6                       | 6                       | 7                       | 21                      | 3                       | 3                       | 2                       | 25                      | 13                      | 3                       | 12                      | 4                       | ...Baby One More Time         | 3.905.000  |
| 1999.  | (You Drive Me) Crazy                     | 4                       | 10                      | 4                       | 10                      | 2                       | 5                       | 12                      | 8                       | 2                       | 2                       | 5                       | 2                       | ...Baby One More Time         | 4.200.000  |
| 1999.  | Born to Make You Happy                   | 3                       | 8                       | 3                       | —                       | 2                       | 1                       | —                       | 21                      | 7                       | 1                       | 2                       | 2                       | ...Baby One More Time         | 3.680.000  |
| 2000.  | From the Bottom of My Broken Heart       | —                       | —                       | —                       | 11                      | —                       | —                       | 37                      | 10                      | —                       | —                       | —                       | —                       | ...Baby One More Time         | 1.000.000  |
| 2000.  | Oops!... I Did It Again                  | 2                       | 2                       | 1                       | 9                       | 1                       | 1                       | 1                       | 4                       | 4                       | 2                       | 1                       | 1                       | Oops!... I Did It Again       | 5.950.000  |
| 2000.  | Lucky                                    | 1                       | 1                       | 1                       | 23                      | 2                       | 5                       | 3                       | 50                      | 16                      | —                       | 16                      | 1                       | Oops!... I Did It Again       | 3.920.000  |
| 2000.  | Stronger                                 | 4                       | 4                       | 6                       | 11                      | 2                       | 7                       | 13                      | 7                       | 9                       | 6                       | 5                       | 4                       | Oops!... I Did It Again       | 3.540.000  |
| 2001.  | Don't Let Me Be the Last to Know         | 12                      | 7                       | 9                       | 112                     | 22                      | 12                      | 45                      | 34                      | 27                      | 12                      | 3                       | 12                      | Oops!... I Did It Again       | 800.000    |
| 2001.  | I'm a Slave 4 U                          | 3                       | 6                       | 7                       | 27                      | 5                       | 4                       | 7                       | 9                       | 8                       | 1                       | 1                       | 7                       | Britney                       | 3.300.000  |
| 2001.  | I'm Not a Girl, Not Yet a Woman          | 10                      | 3                       | 16                      | 102                     | 2                       | 2                       | 7                       | 57                      | 25                      | 3                       | 1                       | 4                       | Britney                       | 2.020.000  |
| 2001.  | Overprotected                            | —                       | —                       | —                       | 86                      | 8                       | 4                       | 16                      | 22                      | 15                      | 9                       | 7                       | 2                       | Britney                       | 2.030.000  |
| 2002.  | I Love Rock 'N Roll                      | 7                       | 9                       | 16                      | —                       | 21                      | 13                      | 13                      | 33                      | —                       | 8                       | —                       | 15                      | Britney                       | 650.000    |
| 2002.  | Anticipating                             | —                       | —                       | —                       | —                       | —                       | —                       | —                       | —                       | 38                      | —                       | 37                      | —                       | Britney                       |            |
| 2002.  | Boys (featuring Pharrell Williams)       | 19                      | 18                      | 20                      | 109                     | 37                      | 7                       | 14                      | 21                      | 55                      | —                       | 42                      | 11                      | Britney                       | 810.000    |
| 2003.  | Me Against the Music (featuring Madonna) | 5                       | 12                      | 4                       | 35                      | 1                       | 2                       | 1                       | 2                       | 11                      | 1                       | 3                       | 5                       | In the Zone                   | 5.300.000  |
| 2004   | Toxic                                    | 4                       | 5                       | 4                       | 9                       | 1                       | 1                       | 1                       | 1                       | 1                       | 1                       | 4                       | 2                       | In the Zone                   | 5.400.000  |
| 2004   | Everytime                                | 4                       | 4                       | 6                       | 15                      | 2                       | 1                       | 1                       | 2                       | 2                       | 1                       | 9                       | 3                       | In the Zone                   | 4.120.000  |
| 2004   | Outrageous                               | —                       | —                       | —                       | 79                      | —                       | —                       | —                       | —                       | —                       | —                       | —                       | —                       | In the Zone                   |            |
| 2004   | My Prerogative'                          | 3                       | 7                       | 4                       | 101                     | 3                       | 3                       | 7                       | —                       | 18                      | 1                       | 7                       | 6                       | Greatest Hits: My Prerogative | 1.100.000  |
| 2005.  | Do Somethin''                            | 18                      | 21                      | 11                      | 100                     | 9                       | 6                       | 8                       | 16                      | 17                      | 4                       | 27                      | 10                      | Greatest Hits: My Prerogative | 700.000    |
| 2005.  | Someday (I Will Understand)              | 22                      | 6                       | 8                       | —                       | 21                      | —                       | —                       | —                       | —                       | —                       | —                       | 10                      | Britney & Kevin: Chaotic      |            |
| 2007.  | Gimme More                               | 7                       | 8                       | 4                       | 3                       | 2                       | 3                       | 3                       | 1                       | 5                       | 2                       | 2                       | 2                       | Blackout                      | 3.500.000  |
| 2007.  | Piece of Me                              | 7                       | 6                       | 19                      | 18                      | 5                       | 2                       | 2                       | 5                       | —                       | 1                       | 1                       | 9                       | Blackout                      | 2.800.000  |
| 2008.  | Break the Ice                            | 25                      | 39                      | 63                      | 43                      | 31                      | 15                      | 19                      | 9                       | —                       | 7                       | 36                      | 11                      | Blackout                      | 1.092.000  |
| 2008.  | Womanizer                                | 4                       | 4                       | 2                       | 1                       | 1                       | 4                       | 5                       | 1                       | 1                       | 2                       | 1                       | 1                       | Circus                        | 6.000.000  |
| 2008.  | Circus                                   | 11                      | 15                      | 19                      | 3                       | 22                      | 13                      | 6                       | 2                       | —                       | 12                      | 6                       | 6                       | Circus                        | 5.500.000  |
| 2009.  | If U Seek Amy                            | 36                      | 34                      | 61                      | 19                      | —                       | 23                      | 11                      | 13                      | 10                      | 11                      | —                       | 13                      | Circus                        | 2.000.000  |
| 2009.  | Radar                                    | —                       | —                       | —                       | 88                      | —                       | 46                      | 46                      | 65                      | 44                      | 32                      | —                       | 8                       | Circus                        | 500.000    |
| 2009.  | 3                                        | 18                      | 17                      | 8                       | 1                       | 54                      | 7                       | 6                       | 1                       | 10                      | 7                       | —                       | 2                       | The Singles Collection        | 3.500.000  |
| 2011.  | Hold It Against Me                       | 23                      | 16                      | 7                       | 1                       | -                       | 6                       | 4                       | 1                       | 31                      | 35                      | 9                       | -                       | Femme Fatale                  | 2.500.000  |
| 2011.  | Till the World Ends                      | 27                      | -                       | 12                      | 3                       | -                       | 21                      | 8                       | 4                       | 9                       | 7                       | -                       | 12                      |                               |            |

### Ostale pjesme
| Godina | Skladba                    | Najviša pozicija | Najviša pozicija | Najviša pozicija | Najviša pozicija | Najviša pozicija | Najviša pozicija | Album          |
| Godina | Skladba                    | SAD              | RUS              | KAN              | UK               | DAN              | ŠVE              | Album          |
| ------ | -------------------------- | ---------------- | ---------------- | ---------------- | ---------------- | ---------------- | ---------------- | -------------- |
| 2000.  | "My Only Wish (This Year)" | —                | —                | —                | —                | 34               | —                | nije na albumu |
| 2007.  | "Everybody"                | —                | 88               | 81               | —                | —                | —                | Blackout       |
| 2008.  | "Kill the Lights"          | 111              | —                | —                | —                | —                | —                | Circus         |
| 2008.  | "Shattered Glass"          | 70               | —                | 75               | 192              | —                | —                | Circus         |
| 2009.  | "Out from Under"           | 119              | 48               | —                | —                | —                | 32               | Circus         |

## DVD-ovi
- 1999.: Time Out with Britney Spears
- 2000.: Live and More!
- 2001.: Britney: The Videos
- 2002.: Live from Las Vegas
- 2002.: "Not a girl" (Dvd - Single)
- 2002.: "Stages, 3 days in Mexico"
- 2004.: In the Zone
- 2004.: "Toxic" (Dvd - Single)
- 2004.: Everytime (DVD-Single)
- 2004.: My Prerogative (DVD-Single)
- 2004.: Greatest Hits: My Prerogative
- 2005.: Britney & Kevin: Chaotic
- 2008.: Britney: For the Record
- 2011.: "The Femme Fatale Tour"